# Capela de Nossa Senhora do Loreto (Friburgo)

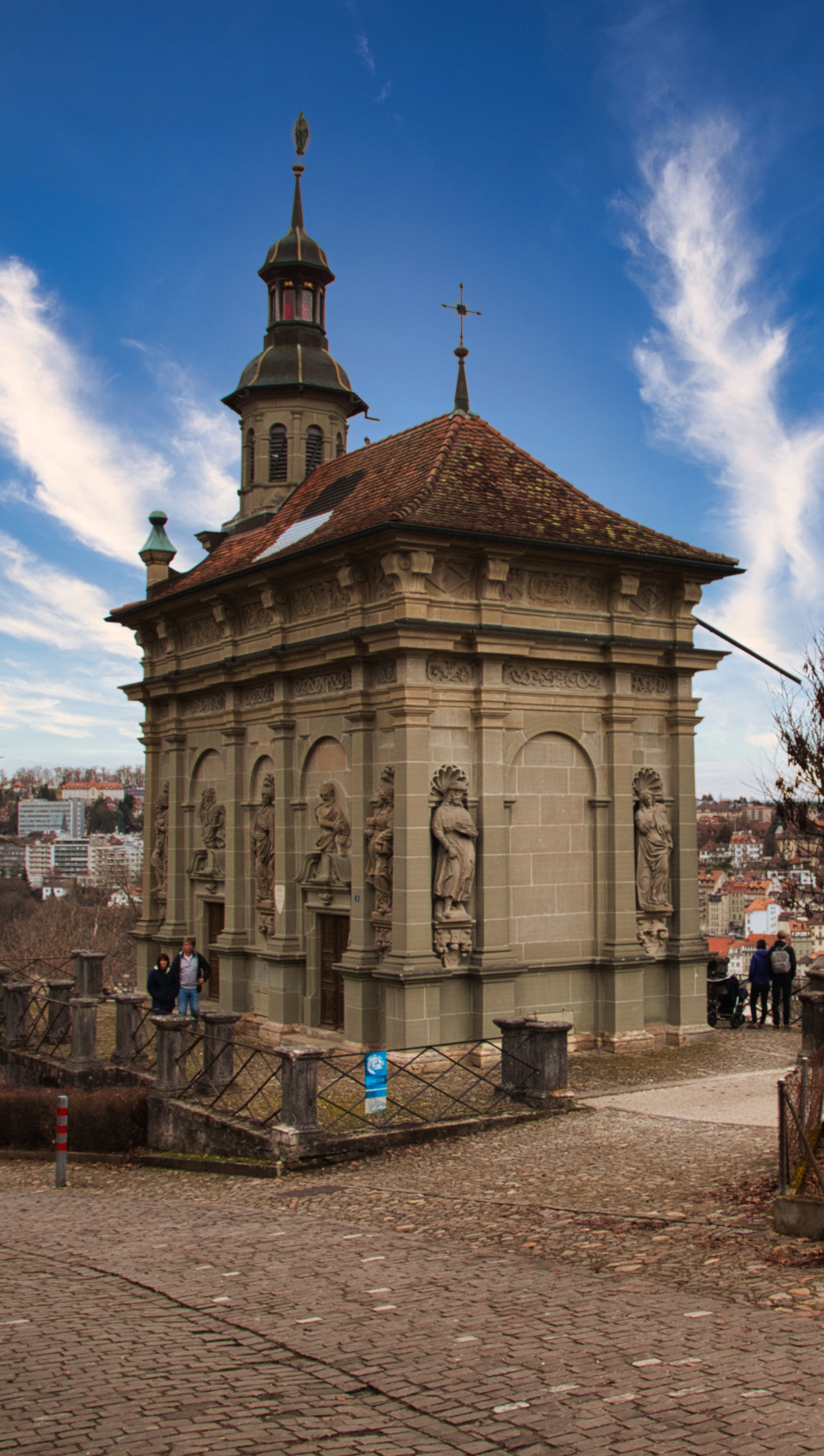
Capela de Nossa Senhora do Loreto em Friburgo

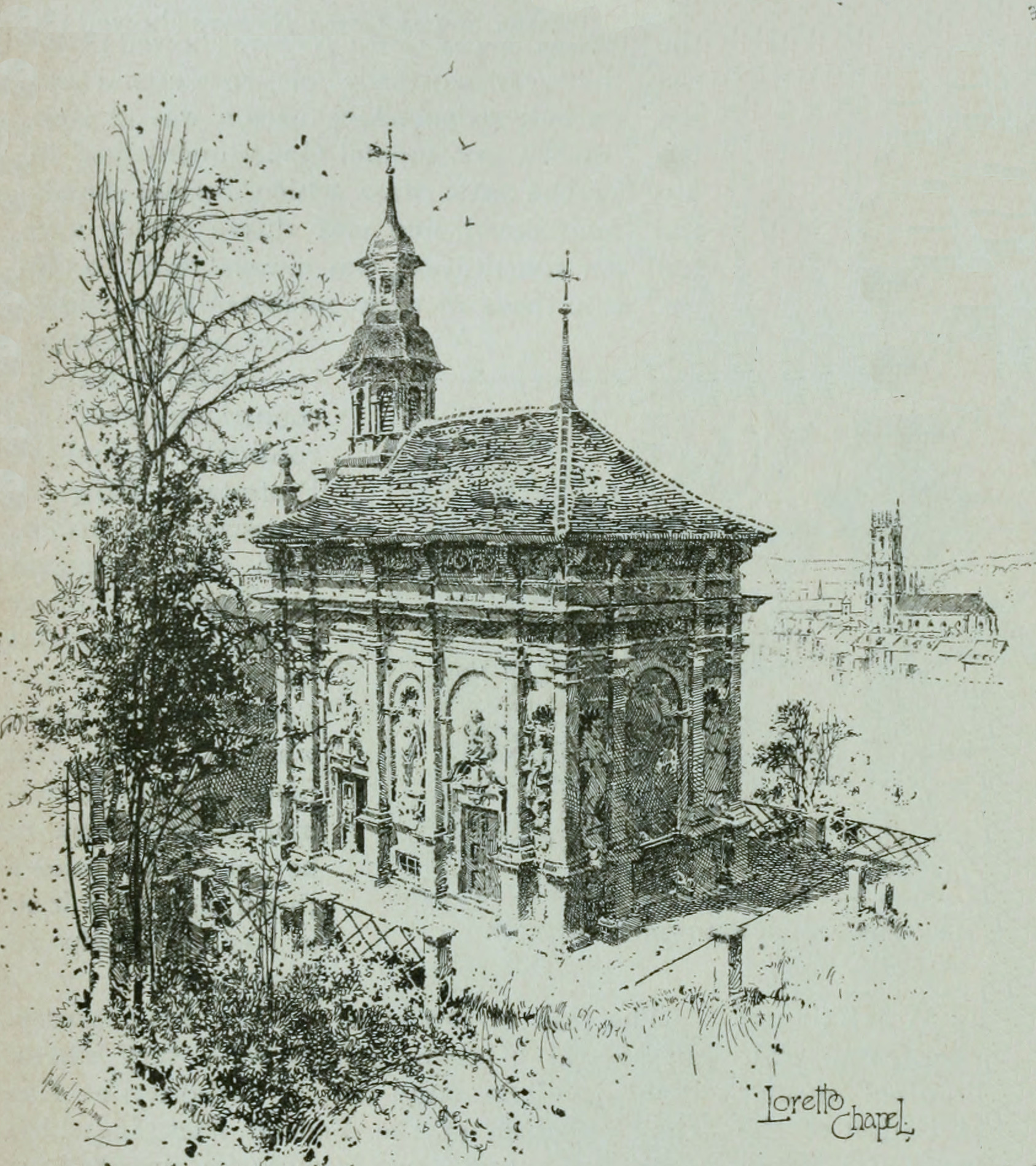
Desenho da capela por Holland Tringham (1861-1908), no fundo a Catedral de São Nicolau (antes de 1901)

A Capela de Loreto, na verdade Capela de Nossa Senhora do Loreto (em francês: chapelle de Lorette ou chapelle Notre-Dame-de-Lorette), é em sua aparência externa uma réplica da Santa Casa de Loreto na Basílica da Casa Santa de Loreto. O edifício é um santuário mariano em uma posição exposta sobre um esporão rochoso acima da cidade velha de Friburgo, na Suíça. A capela foi construída em 1647/1648 pelo arquiteto Hans-Franz Reyff, que só recentemente havia assumido o escritório de arquiteto da cidade. A Capela Loreto foi seu primeiro edifício sagrado. Com este santuário mariano, o povo de Friburgo agradeceu a Nossa Senhora de Loreto pouco antes do fim da Guerra dos Trinta Anos por ter sido poupada da devastação da guerra e de suas conseqüências. Ao mesmo tempo, após a renovação das fontes públicas no século 16, a cidade agora se posiciona novamente como uma cidade católica no balanço da Contra-Reforma. 
Graças a suas proporções equilibradas, localização e decoração bem sucedida, a Capela do Loreto parece leve e elegante. 

## Localização
O edifício fica perto da porta de Bourguillon (porte de Bourguillon), no cume do morro Montorge, no lado da cidade. Um terraço artificial compensa a inclinação do terreno que vai de leste a oeste. O terraço é rodeado por uma balaustrada de blocos de pedra quadrada. Entre os freixos, grades de ferro forjado com barras dispostas diagonalmente formam uma balaustrada com grandes aberturas em forma de diamante. Deste terraço, pode-se desfrutar de uma ampla vista panorâmica sobre a antiga cidade de Friburgo e o bairro de Schönberg.

## Capela
Segundo Marcel Strub, o pequeno edifício com planta retangular dá a impressão de leveza. Esta impressão é criada por suas proporções equilibradas e sua posição requintada e elevada, mas também graças à sua riqueza decorativa, que se deve à disposição cuidadosa da ornamentação luxuosa. O trabalho foi construído inteiramente de molasse em uma obra de pedra de cantaria bastante grande e regular, com exceção da base fina, que é feita de tufo, e dos três degraus de granito na frente de cada porta. Uma escada em espiral leva do altar à cripta, que é de difícil acesso.

### O exterior
As quatro fachadas são todas projetadas da mesma maneira, mostrando uma ordem toscana acima de um alto plinto coroado por uma faixa, cujas pilastras suportam duas entablaturas, uma acima da outra. Estes são interrompidos no eixo dos suportes: um entablado por fortes aterrissagens, o outro por projeção de parênteses que descansam sobre um cubo. As pilastras emolduram nichos de concha e arcos redondos. Há estátuas nos nichos, altos relevos na parte superior dos arcos, enquanto a decoração ornamental em baixo-relevo pode ser vista nos dois frisos das entablaturas. O design em todos os lugares se mostra complexo e ao mesmo tempo acentuado no estilo Luís XIII. As duas fachadas dos lados norte e sul são compostas por seis pilastras que alternam espaços mais largos e estreitos de acordo com o princípio do campo rítmico: nas extremidades duas seções estreitas de parede com nicho, no meio uma seção mais larga com arcada e nicho, entre as duas seções maiores, na parte inferior das arcadas se abre uma porta retangular de duas folhas. É coroada por um arquitrave e um frontão curvo. Os fliperamas e nichos moldaram a cobertura de paredes no mesmo plano, formando uma espécie de banda interrompida. No fundo do arco principal, um eixo de luz ilumina a cripta. A porta do nordeste não é genuína. As fachadas leste e oeste têm quatro pilastras cada uma delimitando dois lados estreitos com nichos nas extremidades e um lado mais largo com arcadas no centro, na extremidade inferior da qual se abre uma clarabóia idêntica; encontra-se ali as cintura e os painéis ocos das paredes laterais; enquanto a arcada leste está vazia, a ocidental contém a única janela do edifício, que é treliçada e cuja moldura coincide com a das portas. A fachada oeste, da mesma forma, tem um oculo alongado no centro da primeira entablatura e termina com um frontão com rampas côncavas, com dois pináculos em suas extremidades, cada um suportando uma esfera. O telhado tem três lados quebrados. Acima da fachada oeste sobe uma torre sineira octogonal com lanterna, projetada como uma pequena cúpula clássica. É feito de molasse. Sua decoração combina com a das fachadas. O tambor tem oito aberturas arqueadas, com paredes moldadas alternadas com pilastras que delimitam os cantos do octógono e suportam uma cornija forte sobre a qual repousa uma pequena cúpula octogonal coberta com escamas de cobre; a lanterna tem desenho semelhante, embora mais simples, já que as aberturas são retangulares, a estrutura de madeira é coberta com metal e o eixo suporta uma Madona e uma Criança recortada de uma placa de ferro. No extremo leste, há um segundo pólo que suporta uma cruz, também feita de ferro.

### O interior

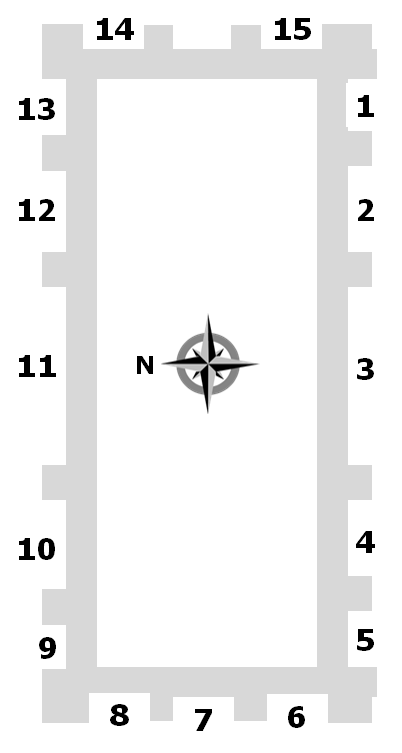
Localisação: nummeros indicando a posição de cada figura

Como já mencionado na descrição do edifício, há uma cripta de barril no porão, de difícil acesso através de uma escadaria em espiral sob o altar. A capela propriamente dita consiste em uma única sala retangular de dimensões modestas, que no entanto dá a impressão de uma grande altura. Uma grade de ferro de 1890 divide o espaço em duas partes iguais, que se parecem com uma nave e um coro.

### Esculturas e relevos
| No da localisação | Incorporação do personagem | Doador                                                                      |
| ----------------- | --- | --------------------------------------------------------------------------- |
| 1                 | João, o apóstolo | Hans-Heinrich Wild, Chevalier/Ritter, Conselhero/Ratsherr + Barbara Vogelin |
| 2                 | Marcos, o evangelista |                                                                             |
| 3                 | Virgem Maria, Nossa Senhora (mãe de Jesus)                                                                                            | Peter Techtermann, conselheiro + Benedicta Python                           |
| 4                 | Mateus, o evangelista |                                                                             |
| 5                 | João Batista | Peter Heinricher, conselheiro, tesoreiro                                    |
| 6                 | Joaquim (pai de Maria e avo de Jesus)                                                                                                 | Brasão do Estado de Friburgo                                                |
| 7                 | Gabriel (anjo) |                                                                             |
| 8                 | Ana (mãe da virgem Maria e esposa de Joaquim)                                                                                         | brasão em branco                                                            |
| 9                 | São José (padrasto de Jesus) | Tobie Gottrau + Catherine Tugener (beschädigt, unlesbar)                    |
| 10                | João, o evangelista |                                                                             |
| 11                | Santiago Menor | Caspar Gadi + Magdalena von Ligerz                                          |
| 12                | Lucas, o evangelista |                                                                             |
| 13                | Santiago Maior | Hans-Franz Reyff + Anna Maria von Vevey                                     |
| 14                | Isabel: mãe do apóstolo João Batista e esposa de Zacarias ou Salomé: mãe dos dois apóstolos Santiago Maior e João e esposa de Zebedeu | Franz-Peter de Granges + Maria-Catherine Werly                              |
| 15                | Zacarias: pai de João Batista e esposo da Isabel ou Zebedeu: pai dos dois apóstolos Santiago Mairo e João e esposo de Salomé          | Peter Glasson, erster Kaplan dieser Kapelle                                 |

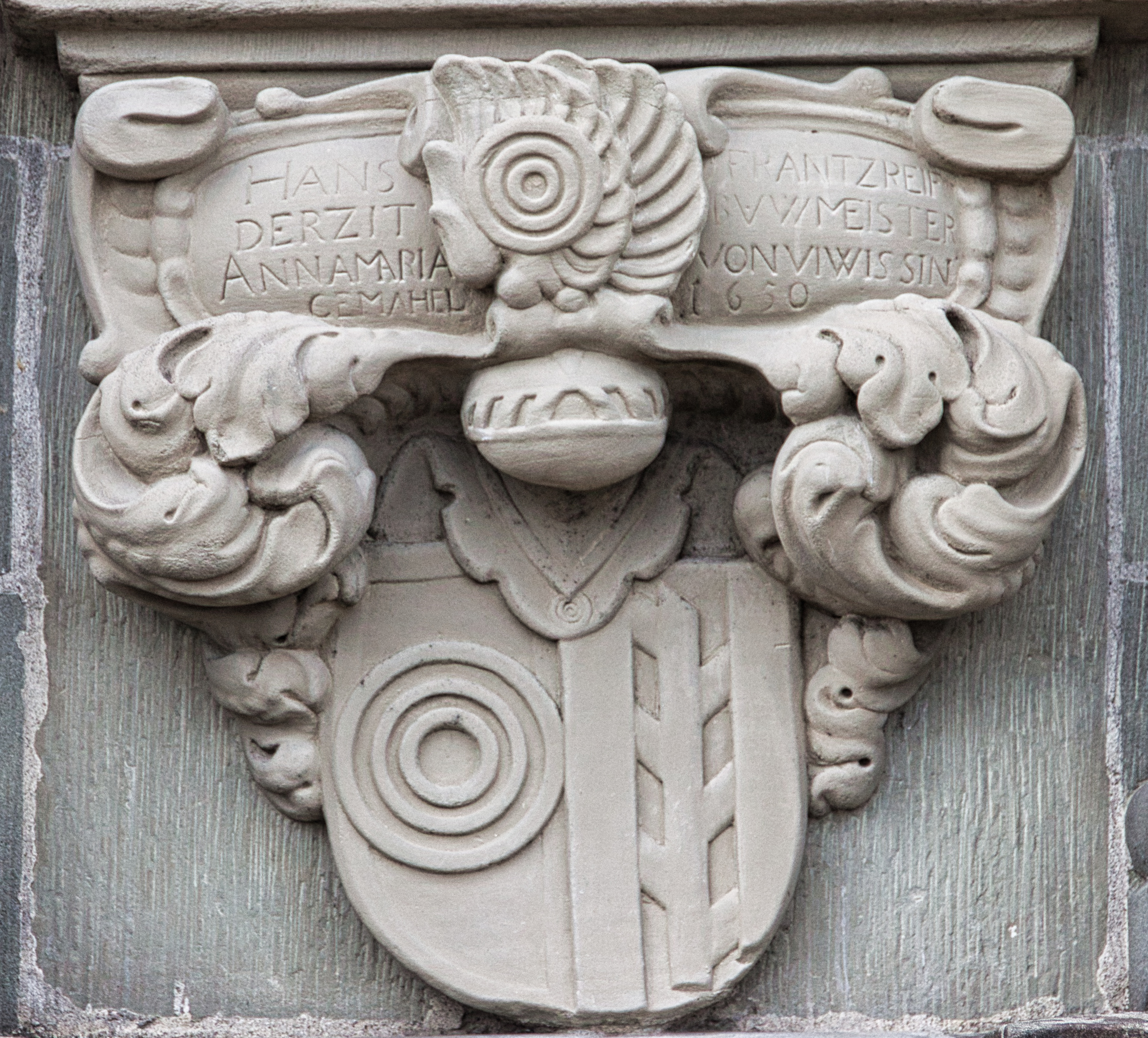
Console em estilo cartilagem baroque com brasão de armas de Hans-Franz Reyff e sua esposa

No exterior, as estátuas um pouco maiores que a vida nos nichos, as figuras em alto e meio relevo acima da janela e das portas, e os baixos-relevos nas duas entablaturas, ambas feitas de molasse, juntamente com os elementos arquitetônicos formam toda a decoração. Além disso, os doadores são imortalizados com seus brasões de armas sob cada nicho. Os brasões de armas são emoldurados por dois grandes ramos de acanto, cada um deles emoldurado por um cartucho com uma inscrição em maiúsculas romanas. Além dos nomes dos doadores com seus brasões, são indicados seus títulos e a data de execução (1650). Estes brasões foram restaurados ao mesmo tempo em que as estátuas. Os originais foram substituídos por cópias no século passado; as estátuas originais estão agora no Museu de Arte e História em Friburgo. Os altos-relevos de estuque foram destruídos em 1949.

Frisos de videira na entablatura do lado sul com os seguintes motivos: abaixo contra a borda externa: um anjinho a cada um. Acima (da esquerda para a direita): Pastilha com lua, brasão de Friburgo segurado por dois leões, brasão de jesuíta apresentado por dois anjos, brasão não identificado (possivelmente do carpinteiro) e pastilha com o sol radiante.

Na fachada oeste, o arcanjo Gabriel pode ser visto acima da janela; à direita, São Joaquim. Ele está acima de um cartucho com o brasão do estado de Friburgo segurado por dois leões. À esquerda, Santa Ana fica acima de um cartucho com um escudo em branco.
A Virgem Maria está no centro da fachada sul. Em sua mão direita ela segura uma faixa com a inscrição "BEN:TV:IN:MV / BEN:FRV:VE" (Benedicta tu in mulieribus, benedictus fructus ventris, em português: Bendita sois vós entre as mulheres e bendito é o fruto do vosso ventre, depois de Lc 1,42 EU). O console mostra os brasões de Pierre Techtermann, conselheiro, e sua esposa Benoîte Python. Acima da porta direita está o Evangelista Marcos, à direita do qual está o apóstolo João com bigode e os brasões de Jean-Henri Wild, cavaleiro, conselheiro, e sua esposa Barbe Fégely. Acima da porta esquerda está o Evangelista Mateus e à sua esquerda João Batista com o brasão de Peter Heinricher, conselheiro, tesoureiro do Estado.
A Virgem Maria está no centro da fachada sul. Em sua mão direita ela segura uma faixa com a inscrição "BEN:TV:IN:MV / BEN:FRV:VE" (Benedicta tu in mulieribus, benedictus fructus ventris, em português: Bendita sois vós entre as mulheres e bendito é o fruto do vosso ventre, depois de Lucas). O console mostra os brasões de Pierre Techtermann, conselheiro, e da sua esposa Benoîte Python. Acima da porta direita está o Evangelista Marcos, à direita do qual está o apóstolo João com bigode e os brasões de Jean-Henri Wild, cavaleiro, conselheiro, e da sua esposa Barbe Fégely. Acima da porta esquerda está o Evangelista Mateus e à sua esquerda João Batista com o brasão de Peter Heinricher, conselheiro e tesoureiro do Estado.
No lado norte, no centro, Santiago o Jovem com o brasão de Gaspard Gady, conselheiro, e o de sua esposa Magdalena de Ligerz; à direita acima da porta, São João Evangelista; depois à direita externa, São José com o brasão de Tobie Gottrau, conselheiro, prefeito, e o brasão de sua esposa Catherine Tugener. Acima da porta esquerda está São Lucas, o Evangelista, e na esquerda externa Santiago Maior, com o brasão de Jean-François Reyff, conselheiro, autor da capela e seus móveis, e o brasão de sua esposa Anne-Marie de Vevey.
Na fachada leste, cujo arco central está vazio, há uma mulher santa com um vaso à direita e um homem à esquerda. A identificação das duas figuras não parece ser clara. Strub sugere Isabel ou melhor Salomé para a mulher e Zacarias ou Zebedeu para o homem. O console da mulher é decorado com os brasões de armas de François-Pierre des Granges e o de sua esposa Marie-Catherine Werly, e o console abaixo da figura masculina apresenta o brasão do primeiro capelão, Pierre Glasson.
Dois frisos tendrilhos estendem-se por três lados. A inferior é mais estreita do que a superior. Ainda estão por ver: no sul dois putti, no leste uma cruz entre duas palmeiras, no norte o trigrama da Virgem Maria, enquanto no oeste uma pequena janela alongada se abre, cujas extremidades formam um recesso curvilíneo. Nos mesmos três lados da entablatura superior corre um segundo friso de videira, mais alto e decorado com mais motivos adicionais. No lado sul, o brasão dos jesuítas está no centro entre dois anjos, à direita o brasão de carpinteiro provávelmente e à esquerda o do Estado de Friburgo; nas extremidades dois losangos com o sol e a lua. No lado norte, uma estrela brilha no centro, dois querubins à direita e à esquerda e dois losangos com o sol e a lua nas extremidades. No lado leste, um cartucho segurado por dois leões é brasonado no centro com a data 1723, à direita dele um leão rastejante (brasão Odet?) e nas extremidades uma pomba e à esquerda um falcão (ou pomba), cada um em um losango. No lado oeste há dois leões no centro, cada um segurando um escudo vazio (no qual o brasão do estado pode ter sido representado), na direita dois grifos juntos segurando um terceiro escudo com um brasão desbotado (Fégely?), e na esquerda dois leões apresentando um escudo vazio brasonado (cujo brasão pode ter desaparecido).

Figuras de nicho nos lados sul e oeste
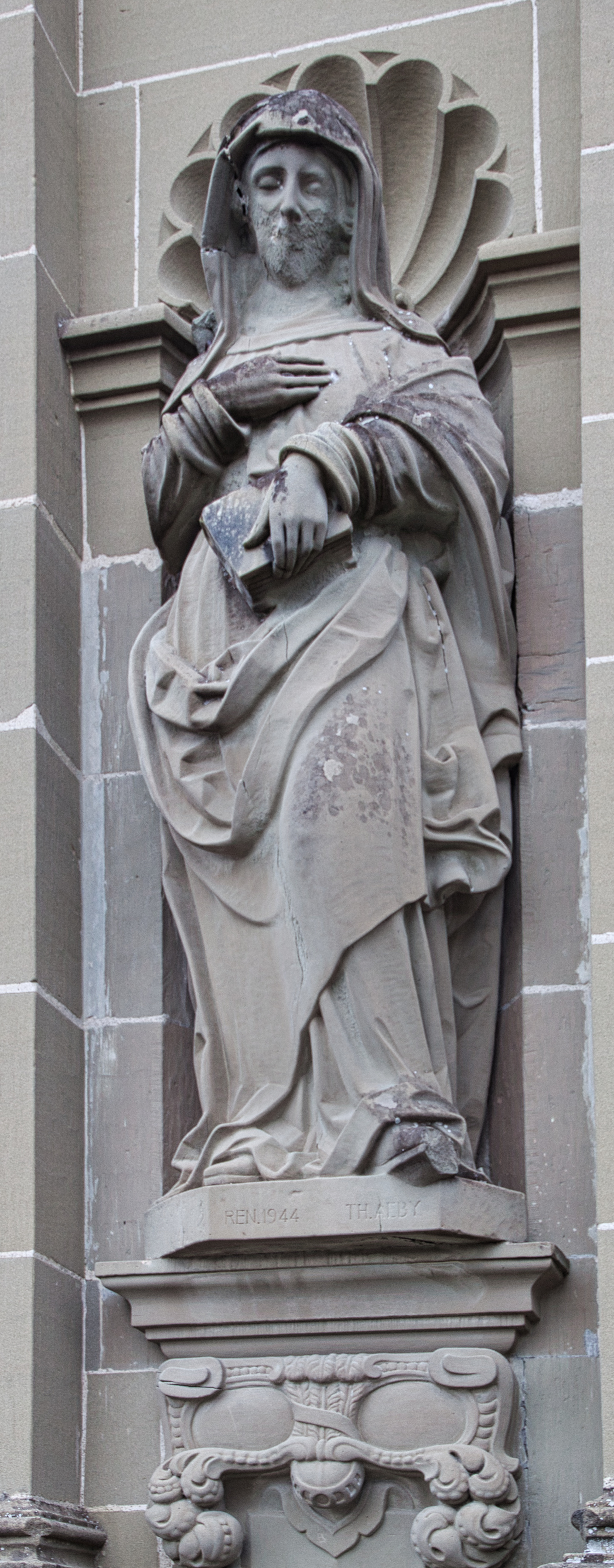
8. Sant'Ana
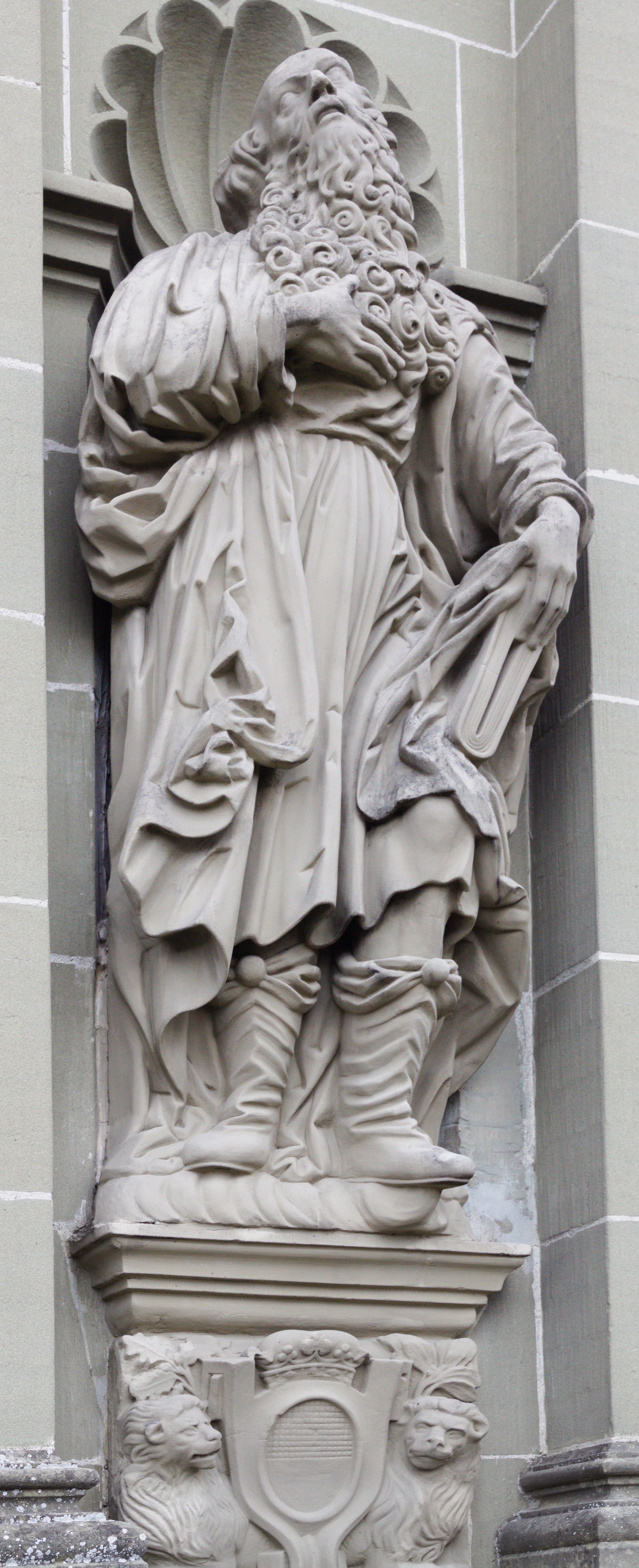
6. São Joaquim
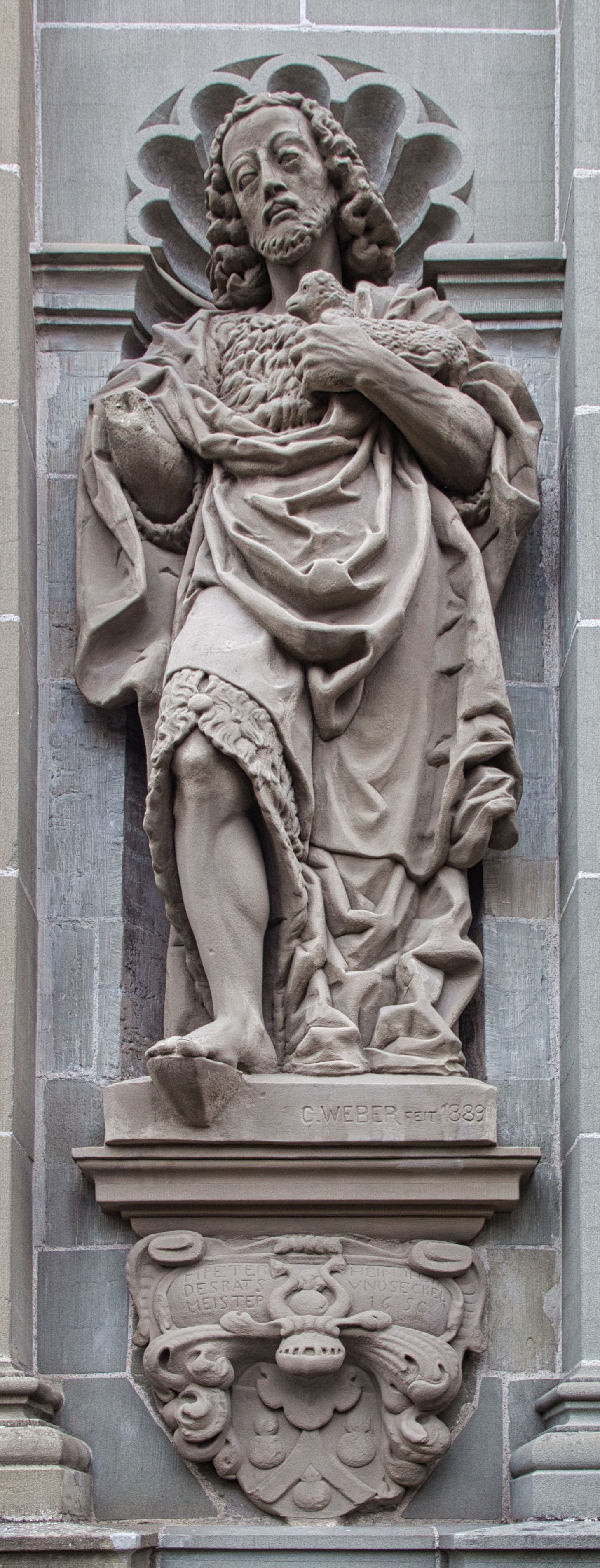
5. João Batista
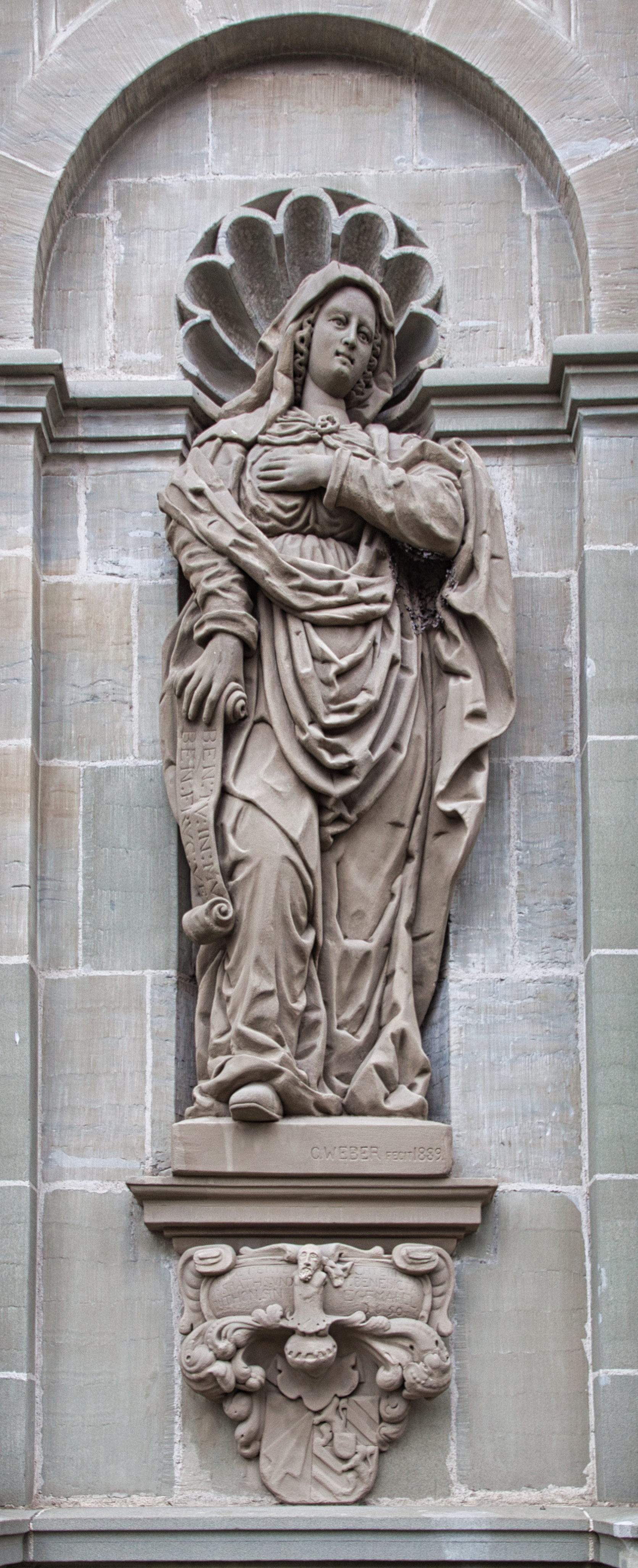
3. Virgem Maria
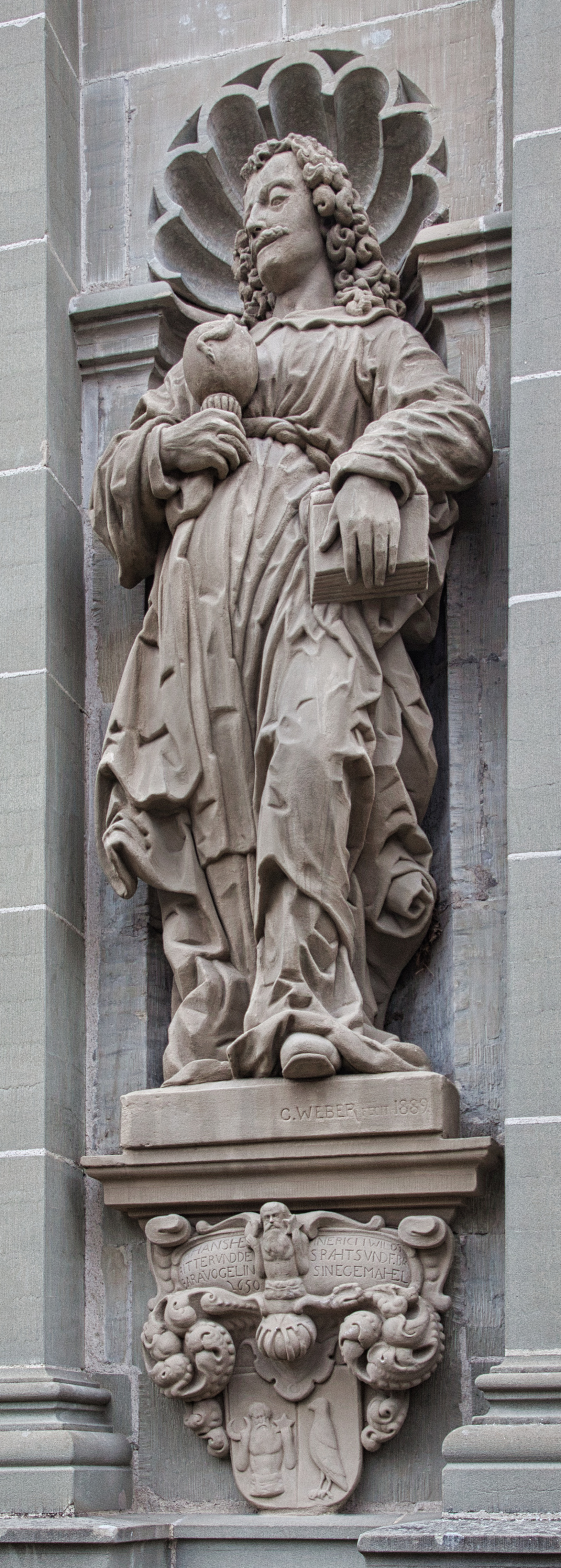
1. apóstol João

Figuras de nicho nos lados norte e leste
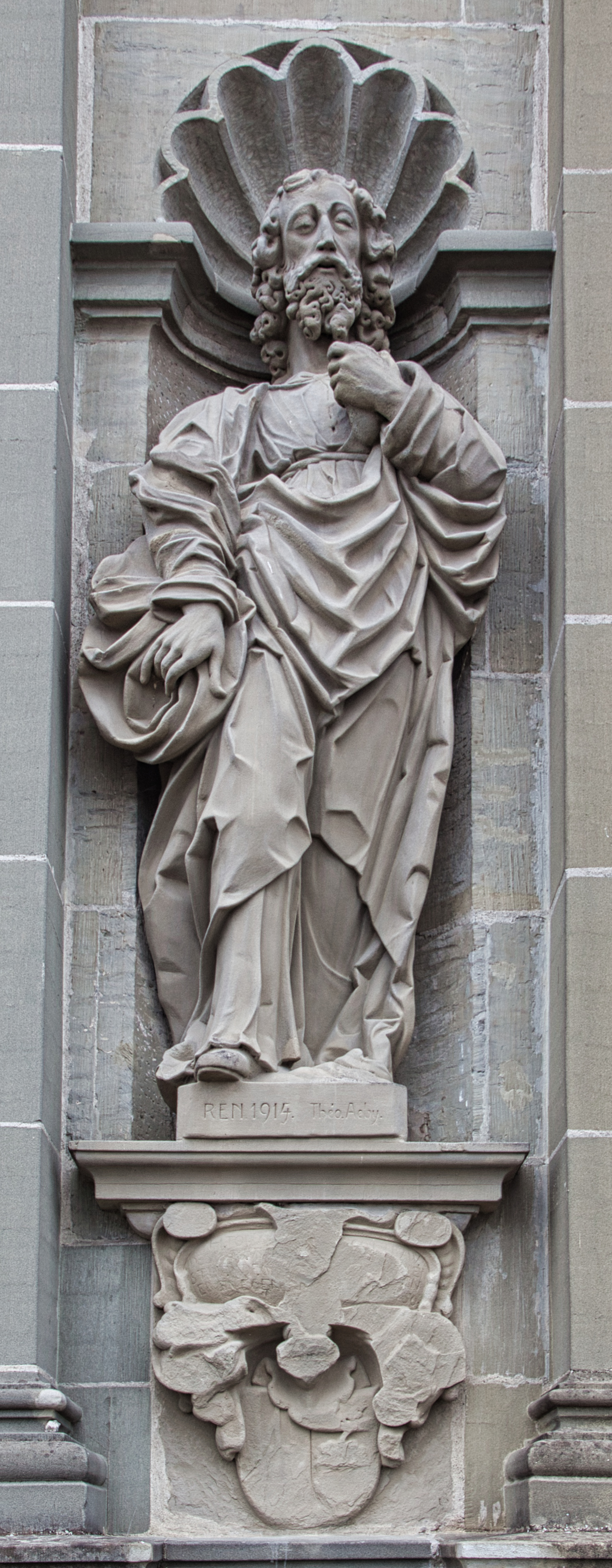
9. São José
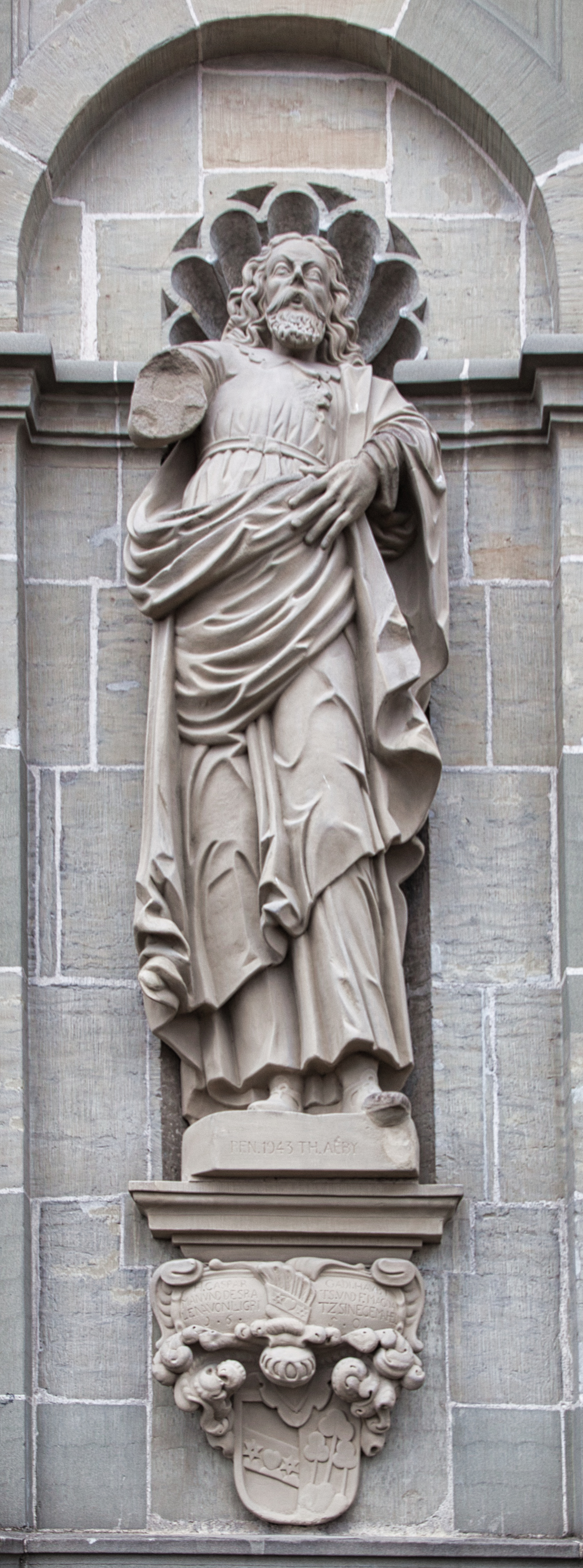
11. Santiago Menor
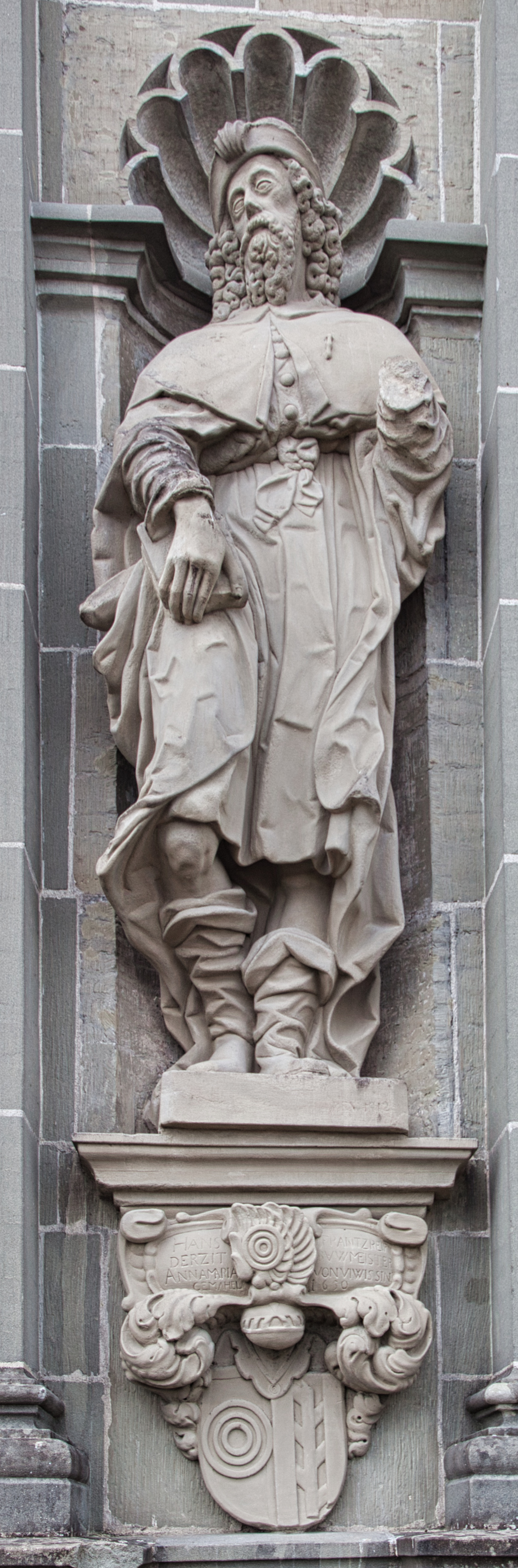
13. Santiago Maior
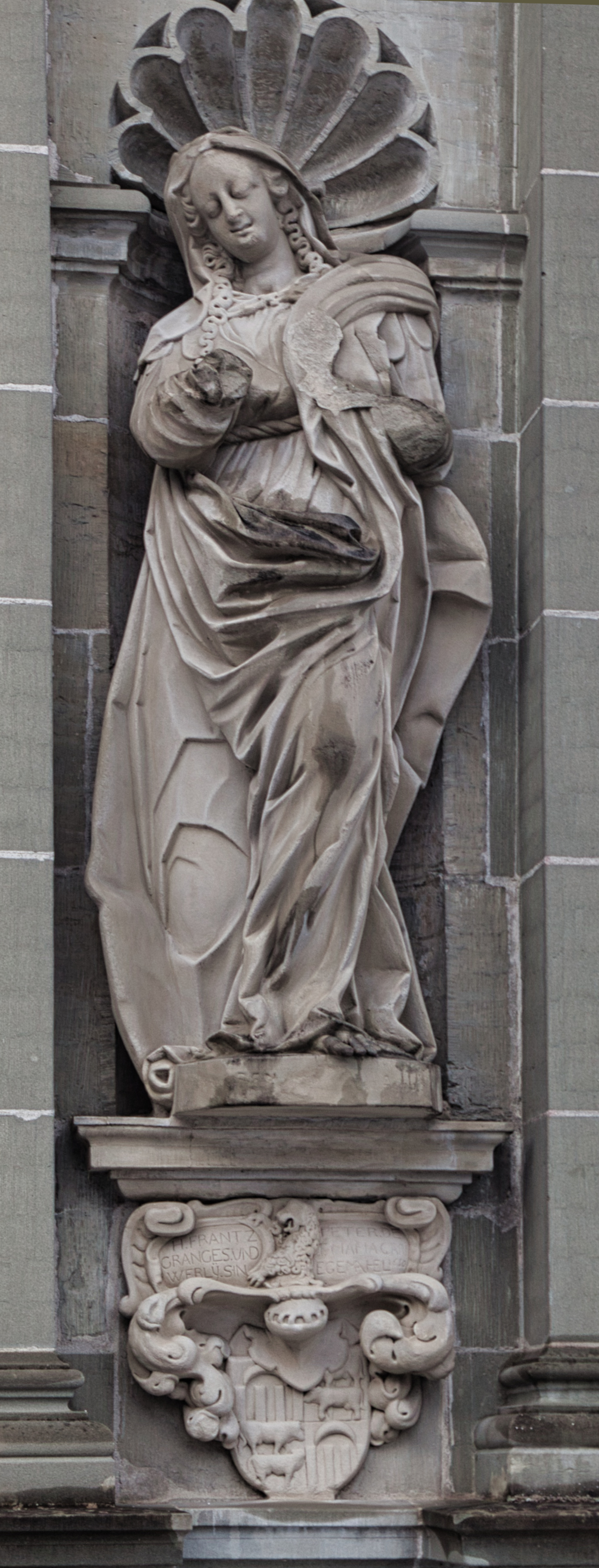
14. Salomé
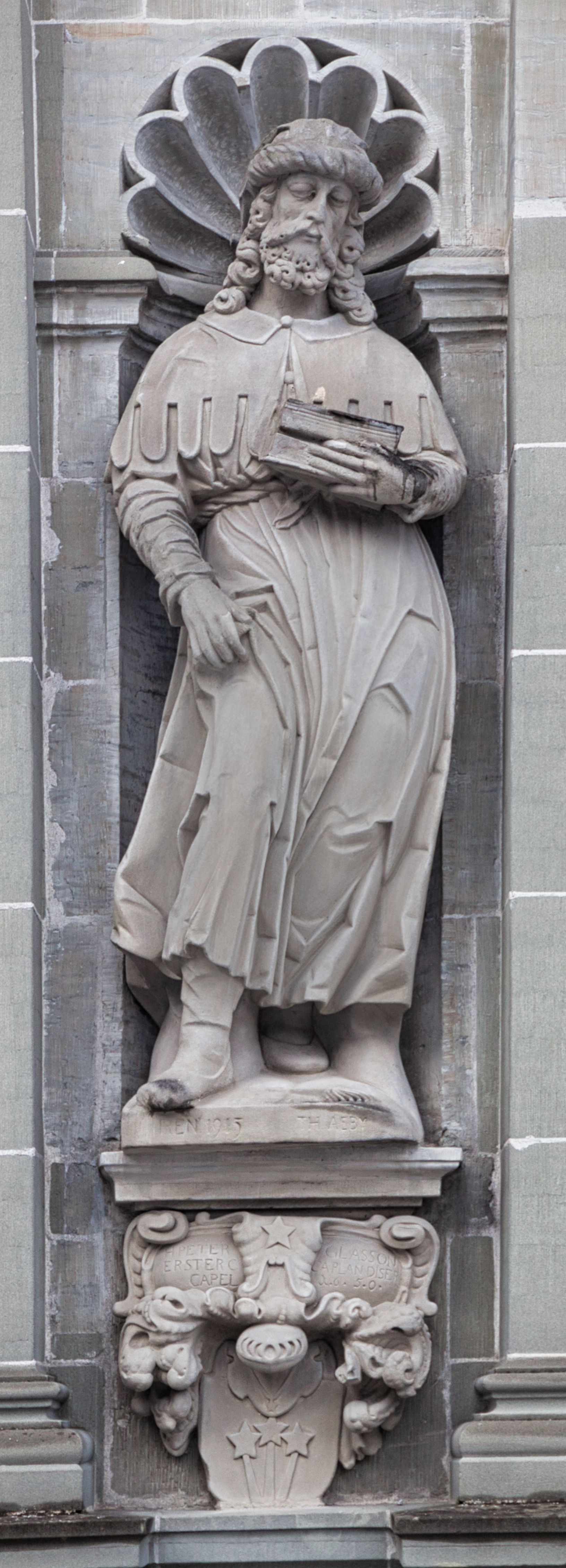
15. Zebedeu

Alto relevo dos evangelistas dos lados norte e sul e do anjo Gabriel do lado oeste
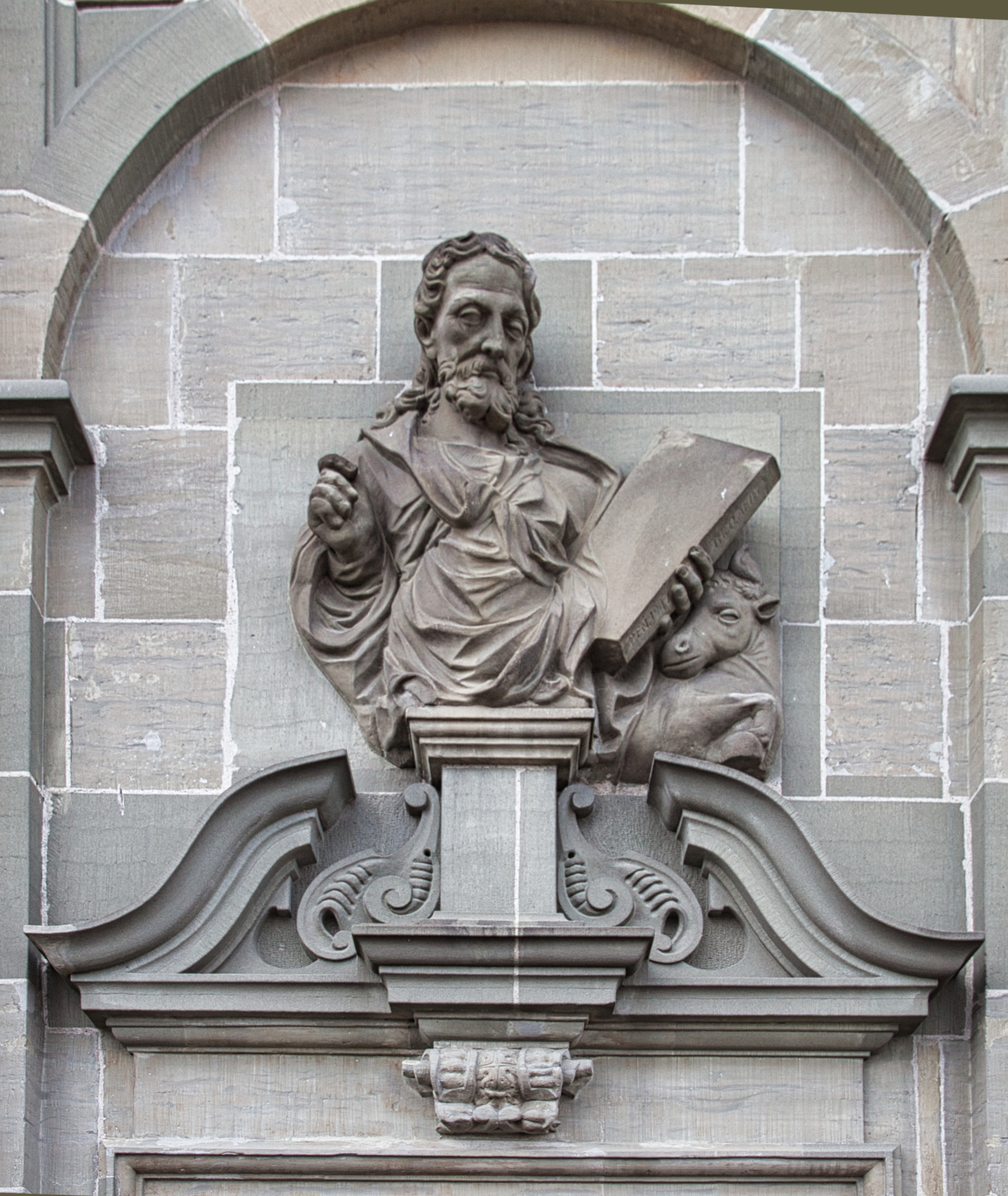
12. Lucas, o Evangelista
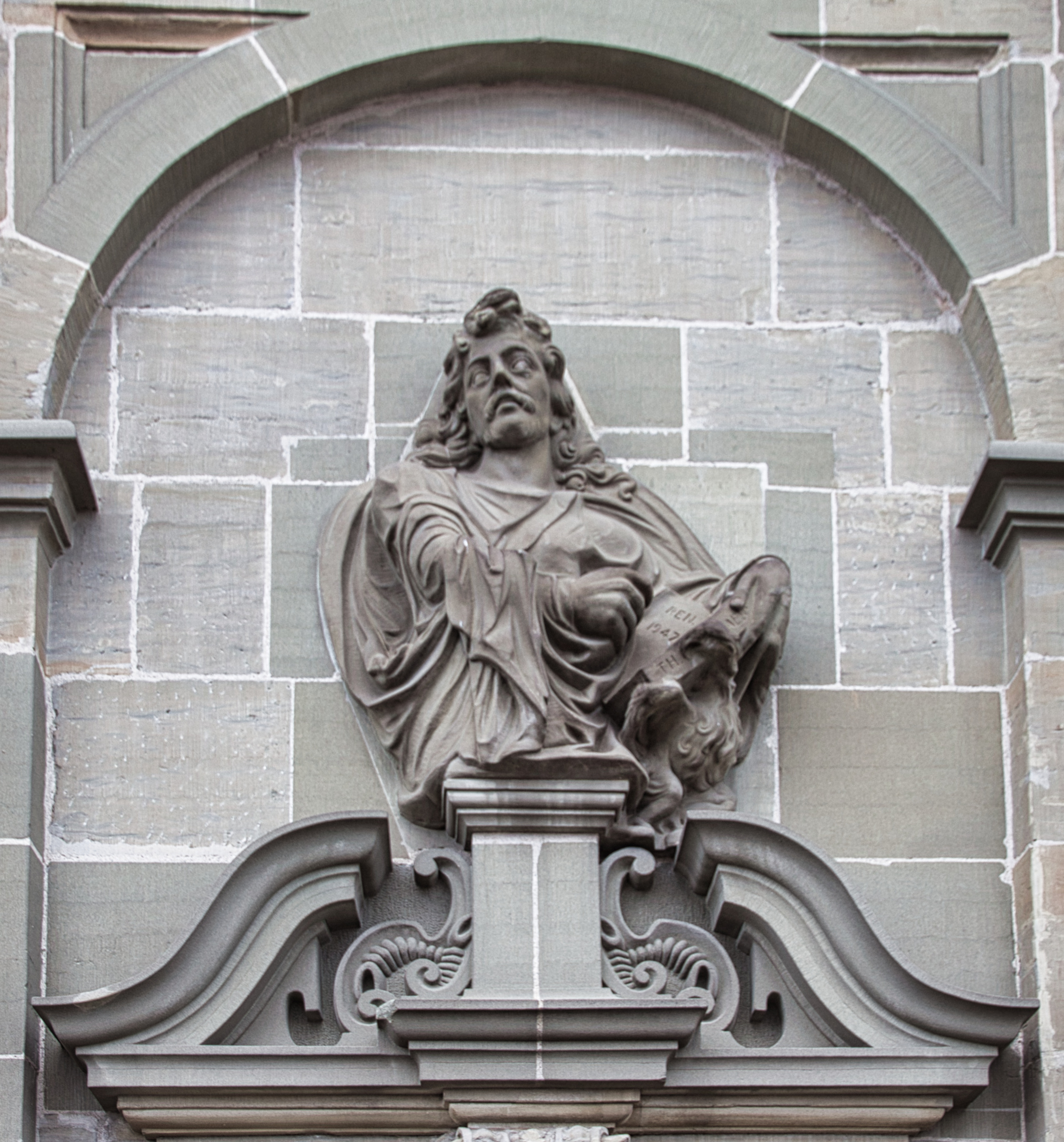
10. João, o Apóstolo
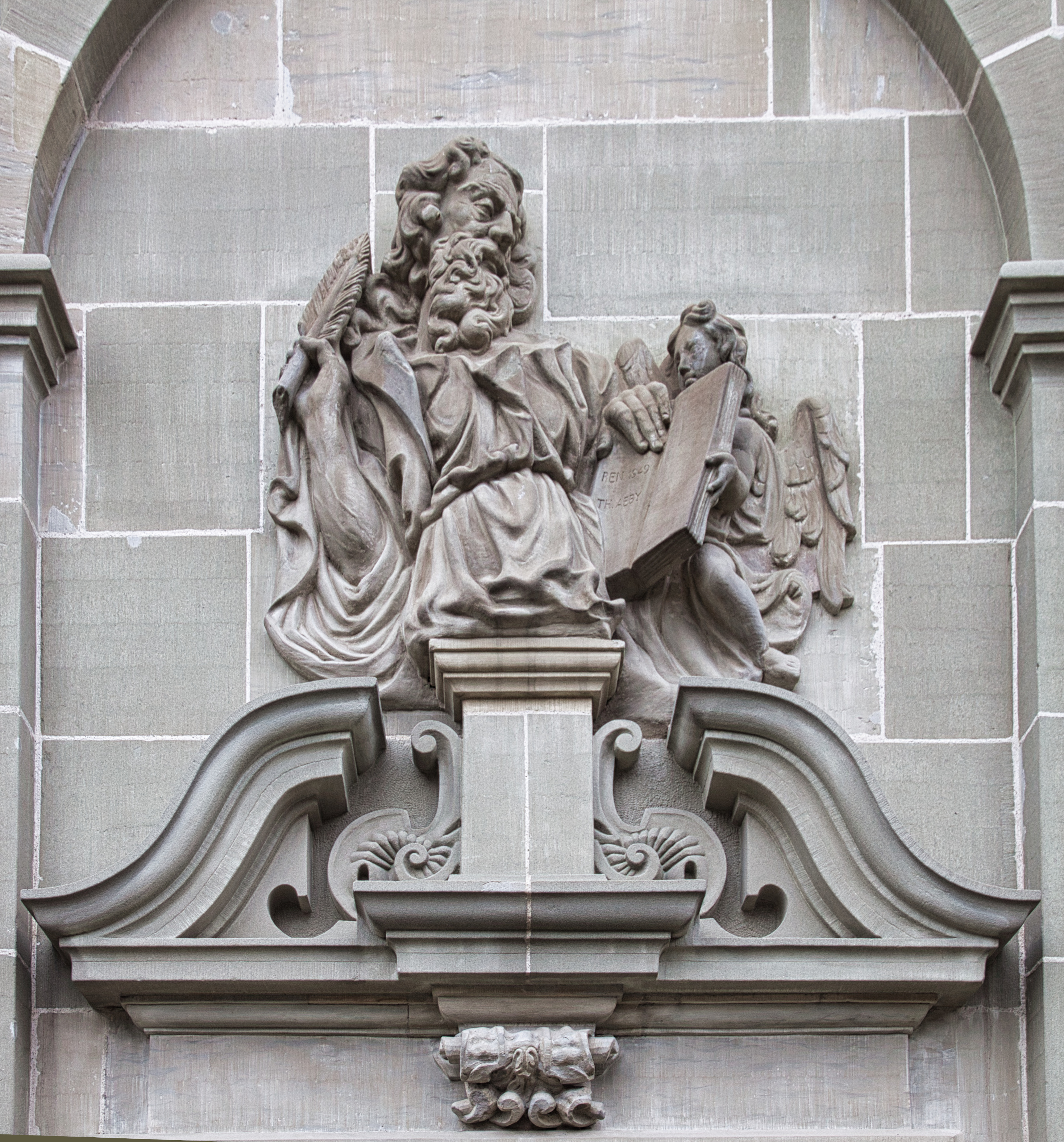
4. Mateus
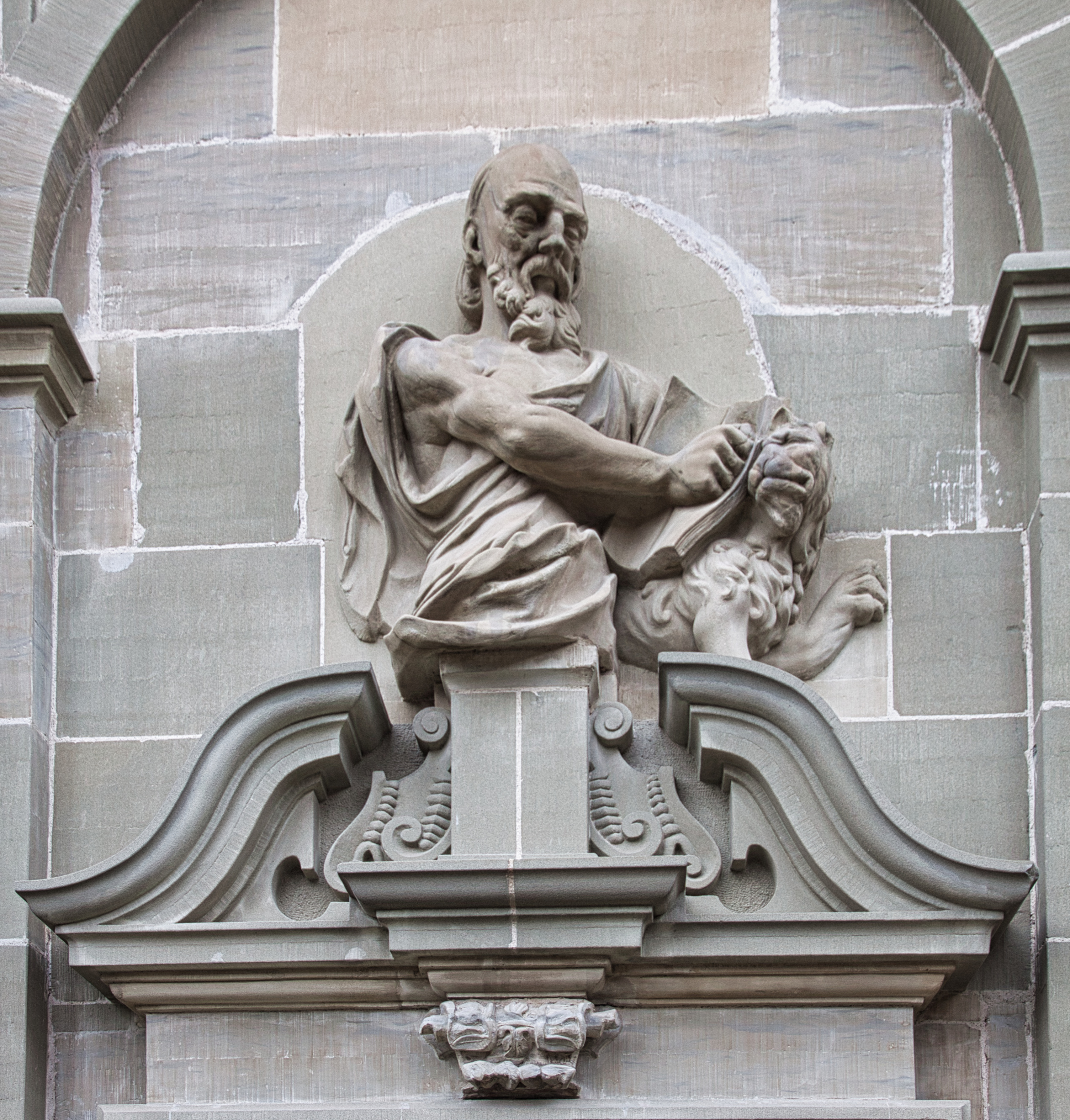
2. Marcos
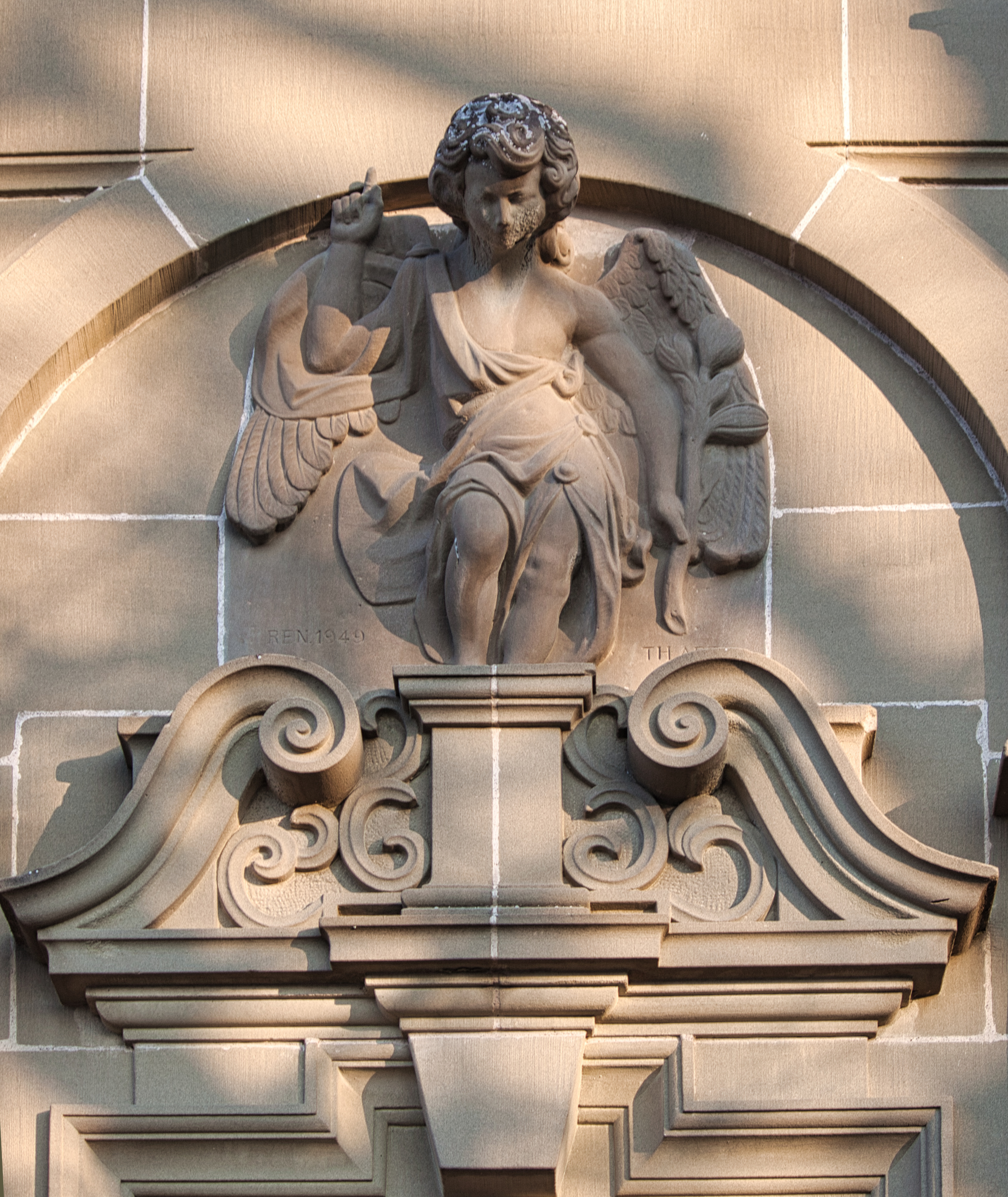
7. Gabriel (anjo)

## História
A veneração da "Santa Casa" em Loreto, na Itália, é baseada em uma lenda. Em 1291, Acre (Israel) caiu e com ela o último reino dos Cruzados no Oriente Médio. Para os peregrinos, este foi um duro golpe, pois toda a Terra Santa caiu de novo sob o domínio das potências muçulmanas. Entretanto, a lenda logo lhes ofereceu uma resposta aos seus anseios. De acordo com a lenda, os anjos transportaram milagrosamente a casa sagrada de Nazaré, o lugar de nascimento e o lugar da Anunciação de Maria, da Terra Santa à Dalmácia em 1291, depois a Loreto perto de Ancona, Itália, em 1294. Ali foram reconstruídas as "pedras sagradas tiradas da casa de Nossa Senhora, a portadora de Deus e a Virgem". A "casa santa" foi ampliada e levantada, recebeu uma cobertura de mármore em 1507 e foi encimada por uma basílica em forma de cruciforme com uma fachada representativa entre 1468 e 1587. Loreto atraiu grandes multidões de peregrinos e tornou-se uma espécie de centro turístico religioso a partir do século XIV, especialmente porque a viagem para lá foi praticamente equiparada à viagem para a Terra Santa a partir de 1291, foi muito mais próxima e menos perigosa.
No século XVII, um boom de construção de santuários de Loreto baseado no modelo da "Sancta Casa" começou ao norte dos Alpes. Na Suíça, a Capela Loreto em Friburgo era, de acordo com o historiador de arte E. Castellani-Stürzel, o primeiro em solo suíço. Outros santuários Loreto foram seguidos em Hergiswald (Cantão Lucerna), Bürgeln (Cantão Uri), Biberegg (Cantão Schwyz). E segundo Strub, é a imitação mais magnífica na Suíça da decoração original e da posterior em Loreto. Entretanto, não se sabe se a capela de Friburgo também imitava as pinturas nas paredes da Santa Casa.
Como um bem cultural suíço de importância nacional, a Capela de Nossa Senhora do Loreto está sujeita à proteção de bens culturais.

## Turismo
É certo que hoje em dia não há peregrinações à Capela Loreto. No entanto, o lugar tem uma certa importância para o turismo.
Devido a sua excelente localização, o terraço panorâmico da Capela Loreto é freqüentemente o local para fotos de lembranças com a torre da catedral e a Ponte Poya ao fundo.
Repetidas vezes, corridas de ciclismo nacionais conduziram sobre o íngreme trilho de Loreto desde a cidade baixa de Friburgo até Bourguillon, mais recentemente o Tour de Suisse 2019 e o Tour de Romandie 2021.